# Batalla de Largs
La batalla de Largs és una batalla que va tenir lloc el 2 d'octubre de 1263 prop de Largs (North Ayrshire) entre Noruega i Escòcia.

## Antecedents
El conflicte va formar part de l'expedició noruega contra Escòcia en 1263, en què Haakon Haakonsson, rei de Noruega, va intentar reafirmar la sobirania noruega sobre el litoral occidental d'Escòcia. Des de principis del segle xii, aquesta regió havia quedat dins del regne noruec, governada per magnats que van reconèixer la senyoria dels Reis de Noruega.
A mitjans del segle xiii, dos reis escocesos, Alexandre II d'Escòcia i el seu fill Alexandre III d'Escòcia, van intentar incorporar la regió al seu propi territori. Després dels intents fallits de comprar les illes del rei noruec, els escocesos van llançar operacions militars. Haakon va respondre a l'agressió escocesa liderant una flota massiva de Noruega, que va arribar a les Hèbridas l'estiu de 1263. A finals de setembre, la flota d'Haakon va ocupar el Firth of Clyde, i quan es van trencar les negociacions entre els regnes, va portar la gran part de la seva flota per ancorar els Cumbraes.

## Batalla
Les forces noruegues eren dirigides pel rei Haakon Haakonsson, i les forces escoceses pel rei Alexandre III d'Escòcia. Les tripulacions de cinc vaixells noruecs desembarcades sobre la costa van ser massacrades pels escocesos. Fou la més important contesa militar de la guerra escocesonoruega (1262- 1266).

## Conseqüències
El resultat fou mitigat, però a llarg termini favorable a Escòcia, que recuperaren les Hèbrides i l'illa de Man pel Tractat de Perth de 1266.

## Referències

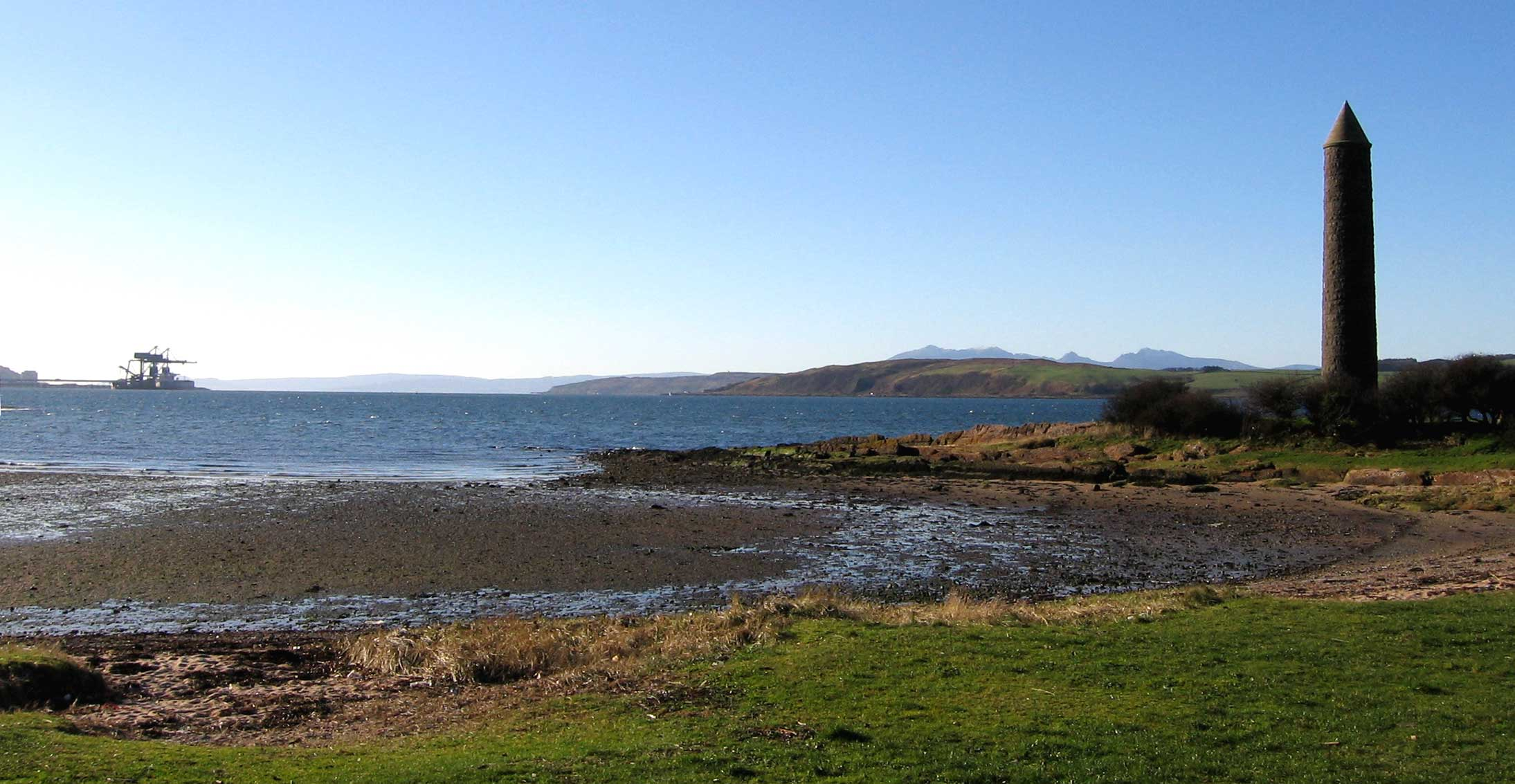
El «Pencil» de Largs, monument commemoratiu de la batalla.